# Rêve d'usine
Pour plus de détails, voir Fiche technique et Distribution.
Rêve d'usine est un documentaire français réalisé par Luc Decaster, sorti en 2003.

## Synopsis
Le documentaire suit des ouvriers d'une usine Épéda dont la fermeture a été annoncée à Mer dans le Loir-et-Cher.

## Fiche technique
- Titre : Rêve d'usine
- Réalisation : Luc Decaster
- Scénario : Luc Decaster
- Musique : Serge Adam
- Photographie : Patrice Guillou
- Montage : Claire Atherton
- Production : Philippe Bouychou et Farid Rezkallah
- Société de production : 24 Images, Canal 8 Le Mans et Corto Pacific
- Pays :  France
- Genre : documentaire
- Durée : 98 minutes
- Dates de sortie : 
  - France : 5 mars 2003

## Accueil
Jean-Sébastien Chauvin pour les Cahiers du cinéma qualifie le documentaire de « beau film ». Jacques Mandelbaum pour Le Monde évoque un film « résolument filmée du côté des ouvriers - sans complaisance ni pathos pour autant ».